# Blomensaet

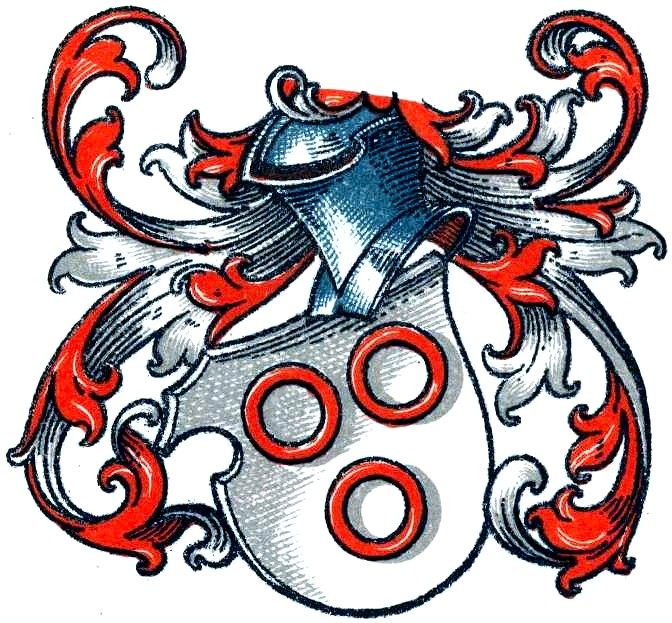
Wappen derer von der Blomensaet

Die Herren von der Blomensaet (auch: Frydag von der Blomensaet, Blomenzaet, Blomenzanden o. ä.) waren ein westfälisches Adelsgeschlecht.

## Geschichte
Der namensgebende Stammsitz des Geschlechts, Haus Blomensaet, lag im Kirchspiel Olfen. Die Familie war eine Linie des ein ähnliches Wappen führenden Adelsgeschlechts Frydag. Dies hatte Spießen schon Anfang des 20. Jahrhunderts vermutet, da ein Heinrich Blomensaet sich 1453 „Heinrich Frydag gen. von Blomensaet“ nannte. Tatsächlich erscheint bereits 1389 ein Hermann Vrydach genannt van der Blomensaet, Knappe, zusammen mit seiner Frau Sophia und seinen Kindern Johann, Goswin, Hermann und Elisabeth sowie anderen Co-Stiftern, als sie dem Kloster Marienthal ein Gut Grote Hardt in den Kirchspielen Dingden und Brünen stifteten. 1410 kaufte ein Johann Frydag von der Blomensaet vor dem Gericht zu Lünen die Hälfte von zwei Höfen zu Marckfelde, von dem Grotehof und dem Lutkehof. Derselbe besaß von 1404 bis 1419 die Hälfte der Freigrafschaft von Heiden. Goswina, die Letzte des Geschlechts, lebte noch 1517.

## Wappen
Blasonierung: In Silber drei (2:1) rote Ringe. Die Helmdecken sind rot-silber. Die Helmzier ist nicht bekannt.